# Erdmann Linde
Erdmann Linde (ur. 22 lutego 1943 w Dreźnie) – niemiecki polityk i menedżer branży telewizyjnej, od 1979 do 1981 poseł do Parlamentu Europejskiego I kadencji.

## Życiorys
Kształcił się w zawodzie ślusarza, w 1967 zdał egzamin maturalny w Dortmundzie. Studiował socjologię, pedagogikę i dziennikarstwo na Ruhr-Universität Bochum, gdzie w 1974 uzyskał tytuł magistra. Od tego samego roku pracował jako nauczyciel dorosłych.
Zaangażował się w działalność polityczną w ramach Socjaldemokratycznej Partii Niemiec. Przez rok kierował powiązanym z partią związkiem studenckim Sozialdemokratischer Hochschulbund, następnie od 1969 do 1972 kierował młodzieżówką Jusos w regionie Zachodnia Westfalia. W 1979 wybrano go posłem do Parlamentu Europejskiego. Przystąpił do frakcji socjalistycznej, należał do Komisji ds. Energii i Badań Naukowych. Z mandatu zrezygnował 29 września 1981. Zasiadł w radzie programowej niemieckiej telewizji i radzie nadzorczej Bavaria Film. Od 1984 przez czternaście lat pracował w radzie nadzorującej działanie nadawcy Westdeutscher Rundfunk, gdzie koordynował eksperymentalny projekt wdrożenia telewizji kablowej. W latach 1998–2006 kierował WDR-Studios Dortmund, po czym przeszedł na emeryturę.
Jest żonaty, ma troje dzieci.